# Нукрабад
Нукрабад (узб. Nuqrabod / Нуқрабод) — посёлок городского типа, расположенный на территории Каршинского района Кашкадарьинской области Республики Узбекистан.

Статус посёлка городского типа с 2009 года.